# Heroes of Might and Magic: Quest for the Dragon Bone Staff
Heroes of Might and Magic: Quest for the Dragon Bone Staff (с англ. — «Герои меча и магии: В поисках посоха из драконьей кости») — компьютерная игра 2001 года, выпущенная для PlayStation 2. Игра является масштабной переделкой King’s Bounty, хотя 3DO и не называла её таковой. Поэтому игра имеет довольно слабое отношение к остальным играм серии Heroes of Might and Magic.

## Игровой процесс
В начале Heroes of Might and Magic: Quest for the Dragon Bone Staff игрок выбирает героя одного из четырёх возможных классов (Рыцарь, Паладин, Варвар и Волшебница). У персонажей нет ролевых характеристик, однако они могут научиться использовать магию (волшебница располагает предрасположенностью к магии с самого начала игры). Раз в неделю игрок получает выплату от королевы, которая будет увеличиваться по ходу игры за особые находки и достижения в борьбе со злодеями.
В армии героя находится 1—5 отрядов различных существ. Размер каждого отряда ограничен показателем лидерства героя; у каждого существа свои требования к этому параметру. При недостаточном уровне лидерства отряд существ может выйти из-под контроля игрока. Такое возможно, если, например, взять в отряд призраков: они увеличивают свою численность за счёт убийства противников, что делает их наём практически бессмысленным. Лидерство можно увеличить, найдя сундук с золотом и раздав его содержимое армии. Существ можно покупать в стартовом замке либо в жилищах, разбросанных по карте мира. Также к армии героя могут присоединиться некоторые отряды нейтральных армий. Если игрок потерпит поражение, он возродится в замке короля со слабым отрядом.
Перемещение по карте мира, разбитой на несколько крупных регионов-островов (или групп островов) происходит в реальном времени, как это было в версии King’s Bounty для Sega Mega Drive. Магию можно применять как в бою, так и на глобальной карте. Каждое заклинание продаётся в виде одноразового свитка.

## Сюжет
Целью игры является нахождение древнего артефакта до истечения определённого времени и убийство главного злодея. Для этого игроку необходимо найти обрывки карты, на которой указано расположение артефакта. Игроку необходимо собрать сильную армию, необходимую для победы над могущественным владыкой дракона в конце игры.

## Связь со вселенной Might and Magic
Непосредственной связи с играми вселенной Might and Magic нет. Однако, она частично использует музыку из Heroes of Might and Magic III 1999 года и портреты персонажей из Heroes of Might and Magic IV 2002 года.
Quest for the Dragon Bone Staff может быть частью вселенной Might and Magic, но прямо об этом в самой игре не говорится. Концепция одиночных сценариев для игр серии Heroes of Might and Magic 1-4, которые никак не связаны с происходящими в сюжетных кампаниях событиями, допускает, что эти сценарии могут разворачиваться на других планетах.

## Критика
| Сводный рейтинг    | Сводный рейтинг |
| Агрегатор          | Оценка          |
| ------------------ | --------------- |
| GameRankings       | 60,00 %         |
| Metacritic         | 64/100          |
| Иноязычные издания |                 |
| Издание            | Оценка          |
| Game Informer      | 4,5/10          |
| GameRevolution     | C−              |
| GameSpot           | 5,2/10          |
| GameZone           | 7/10            |
| IGN                | 7,7/10          |
| Jeuxvideo.com      | 6/20            |
| Next Generation    | [ 11 ]          |
| OPM                | [ 12 ]          |

Игра получила преимущественно смешанные оценки от критиков, средний балл на агрегаторе Metacritic составил 64 % на основе 12 обзоров.